# Lobejac
Lobejac (en francès Loubejac) és un municipi francès situat al departament de la Dordonya i a la regió de la Nova Aquitània.

## Demografia
| 1962                                       | 1968 | 1975 | 1982 | 1990 | 1999 | 2007 |
| ------------------------------------------ | ---- | ---- | ---- | ---- | ---- | ---- |
| 349                                        | 283  | 280  | 253  | 234  | 234  | 246  |
| Des de 1962: població sense dobles comptes |      |      |      |      |      |      |

## Administració
| Període | Identitat       | Partit        |
| ------- | --------------- | ------------- |
| 2001-   | Alain Calmeille | Divers gauche |